# Viktor Engel (Verwaltungsjurist)
Viktor Engel (* 31. Oktober 1900 in Reutlingen; † 20. August 1976 in Stuttgart) war ein deutscher Jurist und Landrat im Kreis Ellwangen und Aalen.

## Leben
Als Sohn eines Blechereibesitzers geboren, studierte Engel Rechtswissenschaft unter anderem in Tübingen, wo er 1919 Mitglied der Tübinger Königsgesellschaft Roigel (1933–1935 Tübinger Burschenschaft Roigel) wurde. Nach seinen Examen 1923 und 1926/27 wurde er Stellvertretender Amtsrichter in Stuttgart. 1929 ging er in die württembergische Innenverwaltung ins Oberamt Balingen und wurde Regierungsrat; 1931 war er Amtsverweser im Oberamt Balingen. Zum 1. Mai 1933 trat er der NSDAP bei (Mitgliedsnummer 3.220.082). 1933 wurde er zum Oberamt Esslingen versetzt, 1934 ins Wirtschaftsministerium. Dort wurde er 1934 Regierungsrat und 1935 Hilfsarbeiter im Büro des Reichsstatthalters sowie kommissarischer und dann endgültiger Landrat in Ellwangen. 1937 war er wieder im Büro des Reichstatthalters tätig und wurde als Amtsverweser in Aalen eingesetzt, wo er 1938 Landrat wurde. 1943 war er zugleich einige Zeit Amtsverweser in Heidenheim. 1944 war er im Innenministerium tätig. 1945 bis 1946 war er im US-Internierungslager in Ludwigsburg. 1946 wurde er Versicherungsangestellter, dann Hilfsarbeiter im Wirtschaftsministerium Württemberg-Hohenzollern. 1952 wurde er Regierungsdirektor und Leiter des Geschäftsteils V (Außenwirtschaft und Interzonenhandel) im Stuttgarter Wirtschaftsministerium. 1958 wurde er Ministerialrat und ging 1965 in den Ruhestand.